# Rinchen Sangpo
| Tibetische Bezeichnung                                             |
| ------------------------------------------------------------------ |
| Tibetische Schrift: རིན་ཆེན་བཟང་པོ་                                   |
| Wylie-Transliteration: rin chen bzang po                           |
| Andere Schreibweisen: Rinchen Zangpo; Rinchen Sangpo; Renqin Sampo |
| Chinesische Bezeichnung                                            |
| Vereinfacht: 仁钦桑布                                              |
| Pinyin:Rénqīn Sāngbō                                               |

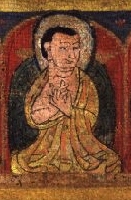
Rinchen Sangpo

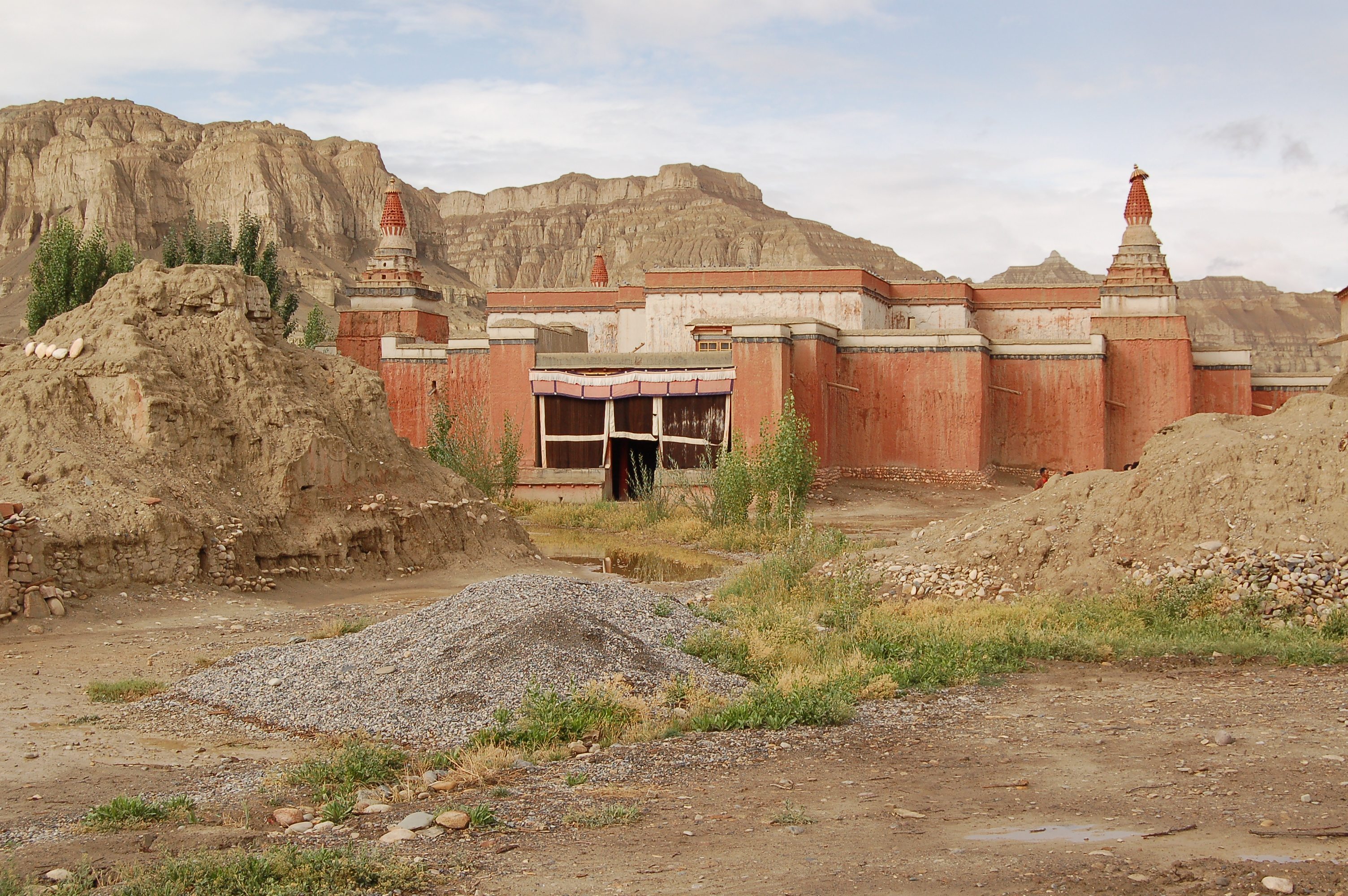
Thoding-Kloster: Der Rote Tempel (2007)

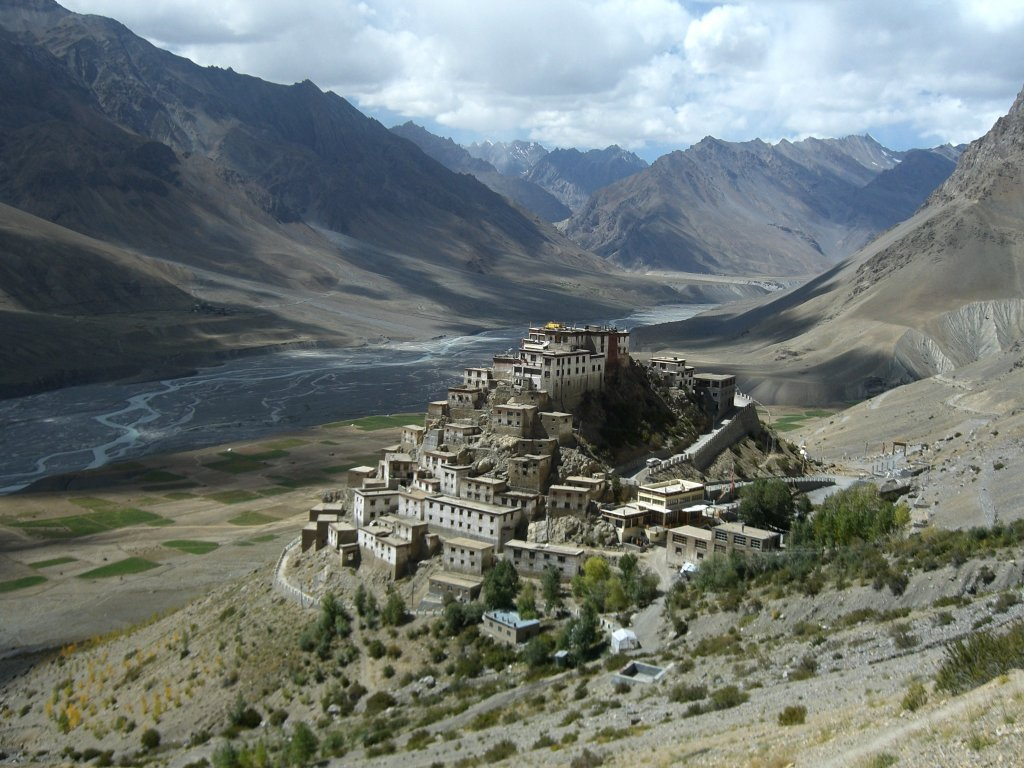
Kyi-Kloster über dem Spiti-Tal, die größte Klosteranlage in Spiti, Sitz des Lochen Trülku (lo chen sprul sku), der gegenwärtigen 19. Reinkarnation des Rinchen Sangpo

Rinchen Sangpo (tib. rin chen bzang po; geb. 958; gest. 1055) bzw. Lochen Rinchen Sangpo (lo chen rin chen bzang po; „der Große Übersetzer Rinchen Sangpo“) war ein einflussreicher Mönch des tibetischen Buddhismus und ein großer Übersetzer buddhistischer Schriften, der die spätere Blütezeit des Buddhismus im Königreich Guge in Westtibet einleitete.

## Leben
Er wurde zum Studium dreimal ins Ausland nach Kaschmir und Indien geschickt und übersetzte viele buddhistische Schriften. Er war der große Lehrer der ersten Schule der Neuen Übersetzungen (gsar ma). Ihm wurde der Ehrentitel eines Dorje Lopön verliehen.
Den Blauen Annalen zufolge meisterte und erläutere Rinchen Sangpo alle Haupttexte der Prajnaparamita- und Tantra-Klassen, insbesondere erläuterte er Yoga-Tantras. Dass die tantrischen Lehren größtenteils während der späteren Blütezeit des tibetischen Buddhismus weiter verbreitet waren als während der früheren, ist Gö Lotsawa zufolge hauptsächlich diesem Übersetzer zu verdanken.
Er hatte viele Schüler, darunter die Hauptschüler Lochung Legpe Sherab (lo chung legs pa'i shes rab), Gungshing Tsöndru Gyeltshen (gur shing brtson 'grus rgyal mtshan aus mang nang), Drapa Shönnu Sherab (gzhon nu shes rab aus Dra (gra)) und Kyinor Jnana (skyi nor jny’ana), die als seine "Vier geistigen Söhne" (thugs sras) bekannt waren.
Er soll über hundert Klöster gegründet haben, vor allem in Westtibet (Ngari) und Ladakh (Mar yul).
Unter dem Guge-Kronprinzen und Stammeshäuptling Yeshe Ö (tib. ye shes 'od) wurde das Thoding-Kloster (Tholing-Kloster) in Guge gegründet, das älteste Kloster und religiöse Zentrum des Gebiets von Ngari, dessen Abt er später wurde.
Rinchen Sangpo soll auch das Manam-Kloster in Zanda (Tsada), das Tabo-Kloster im Spiti-Tal von Himachal Pradesh und Khorchag Gönpa in Burang gegründet haben.
Yeshe Pel aus Kyithang (Khyi-thang-pa Ye-shes-dpal) in Guge schrieb seine Biografie.